# ویلکوویتسه (شهرستان بیلسکو)
ویلکوویتسه (به لاتین: Wilkowice) یک روستا در لهستان است که در گمینا ویلکوویتسه واقع شده‌است. ویلکوویتسه ۶٬۴۹۶ نفر جمعیت دارد.